# Călătorul cu cătușe
Călătorul cu cătușe (în chineză: 戴手铐的旅客; pinyin: Dai shou kao de lü ke) este un film chinezesc din 1980, regizat de Yu Yang (în rol principal), cu Ma Shuchao, Zhao Ziyue și Cai Ming.
Filmul, a cărui acțiune se desfășoară în perioada Revoluției Culturale, relatează în principal povestea lui Liu Jie (interpretat de Yu Yang), un cercetător în vârstă care a fost persecutat de poliție și transformat în fugar. Călătorul cu cătușe a devenit foarte popular după lansare datorită combinației dintre tema persecuției din perioada Revoluției Culturale și existența unor elemente specifice filmelor comerciale.
Wang Liping este compozitorul muzicii filmului. Melodia pe care a compus-o pentru film, „Tuoling”, a devenit un cântec clasic cântat pe scară largă în China continentală.

## Rezumat
În primele zile ale Revoluției Culturale, un caz de crimă a avut loc brusc într-o unitate de cercetare științifică. Xiao Huang, o membră a personalului laboratorului secret, a fost asasinată, iar combustibilul A-1 pentru lansarea rachetelor a fost furat. După incident, personalul de securitate l-a găsit la fața locului pe Liu Jie, un bătrân cercetător, care zăcea pe podea. În momentul în care urma să fie interogat, s-a descoperit că Liu a fugit.
În acest scop, Ge Shiquan, ministrul adjunct al securității, l-a trimis pe soțul lui Xiao Huang, Su Zhe, pentru a-l prinde pe Liu Jie, iar apoi l-a trimis pe Zhang Qiang, un tânăr ofițer de poliție, ca asistent al său. Zhang Qiang a fost în trecut student al lui Liu Jie. El cunoștea foarte bine personalitatea și conduita lui Liu Jie și nu credea că Liu Jie era criminalul căutat.
Su Zhe era nerăbdător să-l captureze pe Liu Jie, dar nu știa că Liu Jie se afla în același tren cu el. Liu Jie nu a fugit și a observat, în schimb, că Su Zhe călătorea cu o femeie „rebelă” pe nume Wang Li. Liu Jie a continuat să-l urmărească. Su Zhe a descoperit că Liu Jie îl urmărea și l-a împușcat. Liu Jie i-a smuls pistolul și cei doi au început o luptă corp la corp. În acest moment, Wang Li a adus oameni pentru a-l sprijini pe Su Zhe, dar Liu Jie și-a pierdut conștiința și, fiind crezut mort, a fost trimis imediat la crematoriu de către Su Zhe.
În crematoriu, Liu Jie s-a trezit brusc, iar bătrânul muncitor care se ocupa cu incinerarea cadavrelor a aflat motivul fugii sale și și-a exprimat simpatia față de situația lui, așa că l-a acoperit pentru a scăpa. Liu Jie l-a găsit pe Wang Fengnian, șeful Securității Publice a orașului Luoxi, și a avut o discuție sinceră cu el, stârnind spiritul de luptă revoluționar al lui Wang Fengnian.
În acest timp, Zhang Qiang l-a ajuns din urmă pe Su Zhe și a așteptat să i se încredințeze misiunea. Liu Jie l-a informat pe Zhang Qiang printr-un apel telefonic anonim că Su Zhe și Wang Li au o legătură între ei și i-a cerut să o aresteze imediat pe Wang Li. Zhang Qiang și-a dat seama în cele din urmă că Su Zhe a fost cel care a ucis-o pe Xiao Huang și a furat combustibilul A-1. Su Zhe a fugit spre sud cu o mașină, iar Liu Jie l-a urmărit în secret, dar a fost descoperit de Su Zhe. În calitate de ofițer de securitate, Su le-a cerut însoțitorilor de bord să-l caute pe Liu Jie. Cel urmărit a fost nevoit să se ascundă în tavanul toaletei și a întâlnit-o apoi pe Wei Xiaoming, care era deghizată în bărbat. Xiaoming a decis să-l ajute pe Liu Jie. Mai târziu, Liu Jie a fost împins din trenul de mare viteză de agenții lui Su Zhe. Atunci când Zhang Qiang a descoperit acest lucru, a tras imediat un foc de armă, iar trenul a fost forțat să se oprească în gara Weishan. Wei Ziheng, șeful Securității Publice a orașului Weishan, care primise ordinul să-l aresteze pe Liu Jie, s-a deplasat imediat la fața locului pentru a-l aresta.
Liu Jie și Wei Ziheng erau vechi camarazi de arme. Liu i-a explicat situația bătrânului Wei și, cu ajutorul acestuia, s-a grăbit către graniță pentru a-l intercepta pe Su Zhe. Cei doi s-au luptat pe viață și pe moarte, dar, cum fusese rănit în mod repetat în timpul lungii sale călătorii, Liu Jie a fost doborât la pământ de Su Zhe. Mișcându-se mai rapid, Liu Jie a reușit să-i pună cătușele lui Su Zhe, iar celălalt capăt l-a prins de propria mână pentru a-l împiedica să fugă pe Su Zhe.
În acest moment au ajuns Wei Ziheng, Zhang Qiang și alți agenți ai securității publice, care l-au arestat pe Su Zhe și au confiscat combustibilul A-1 furat, dar, cu toate acestea, Liu Jie a fost arestat de ministrul adjunct Ge și a fost escortat la avion cu cătușe.

## Distribuție
| Actor        | Rol           | Prezentare |
| Yu Yang      | Liu Jie       | fost luptător în Armata Populară de Eliberare, cercetător                                                         |
| Yin Zhiming  | Wei Ziheng    | directorul Biroului de Securitate Publică al orașului Weishan, vechi camarad de arme al lui Liu Jie               |
| Shao Wanlin  | Su Zhe        | ofițer de securitate, agent dublu care lucra de mulți ani cu inamicii                                             |
| Ma Shuchao   | Zhang Qiang   | anchetator, fost student al lui Liu Jie                                                                           |
| Zhao Ziyue   | Wang Fengnian | director al Biroului de Securitate Publică al orașului Luoxi, vechi camarad de arme al lui Liu Jie                |
| Cai Ming     | Wei Xiaoming  | fiica lui Wei Ziheng                                                                                              |
| Li Po        | Gāo Yuan      | șeful departamentului de securitate al unei unități de cercetare științifică, care a fost torturat până la moarte |
| Ge Cunzhuang | Ge Shiquan    | ministrul adjunct al Departamentului Securității Publice                                                          |
| Gao Jumei    | Wang Li       | agent al lui Su                                                                                                   |
| Zhou Senguan | Huo Huagōng   | muncitor la crematoriu                                                                                            |